# 馮敬舒
馮敬舒（？—？），字元衷，浙江宁波府慈谿縣匠籍，明末政治人物。

## 生平
天啓四年（1624年）甲子科浙江乡试举人，天啓五年（1625年）联捷乙丑科進士，授工部都水司主事，差督三殿工程。敬舒夙夜匪懈，盡心從事，得魏忠賢矚目，遣崔呈秀以铨曹相誘，敬舒毅然谢绝，随即坚辞殿差。魏忠賢敗，馮敬舒奉命督理通惠河，太監张彝宪巡视通州，敬舒不为礼，彝宪怒，诬参逮书役下狱，且欲并逮敬舒，台省力救得寝。升江西吉安参政，补四川保宁，会流寇羅汝才等破汉中，逼保宁，敬舒以计歼之，仍设伏夹击，擒斩曹操，升陕西按察使。时李自成耽视秦中，敬舒与抚军合力防御者岁余，迁山西右布政使，以外艰告归而卒。

## 家族
祖冯应奎，字见龙，以子起纶、孙敬舒累赠参政。父冯起元，字履纯，庠生。叔冯起纶，字仲亨，万历四十七年己未科进士，官南京吏部主事、兵部武选司主事，升江西南昌兵备，改督四川学政。起纶子冯萼舒，登顺治戊戌进士。